# 東京物語 (漫画)
『東京物語』（とうきょうものがたり）は、ふくやまけいこの漫画作品。『月刊アニメージュ』（徳間書店）において1987年11月号から1992年1月号にかけて連載された。ふくやまの代表作のひとつ。コミックスは1997年に大都社から全3巻が、2004年にはハヤカワコミック文庫（早川書房）全3巻が刊行されている。
本編
昭和初期の東京・浅草界隈を中心に、2人の青年が出会う事件の数々を描いたミステリー。後半では横浜や中国甘粛省も重要な舞台として登場する。
作風は明るく活気に溢れ、平和な日常に起こるささやかな事件を描いたサブストーリーに、架空の人体実験を巡る陰謀を描いたメインストーリーが不定期に挿入される構成となっている。
作中には大正から昭和にかけての多くの情景や文物が登場してくるが、明確な時期を特定するような表現は見当たらない。登場人物の台詞からは震災後10年以内であることが窺える（第18話）。
スタジオ・ジブリでは本作を原作に『大東京物語』としてアニメーション化を検討したが、現代には合わないと中断している。

番外編
・「小鳥の瞼」
徳間書店版、大都社版、早川書房版の各第1巻の巻末、電子書籍に収録。タイトルページ枠外には「この作品は「東京物語」のパイロット版ともいうべきもので、「アニメージュ」連載に先立ち、白泉社「ララ別冊ショートストーリーズ」に掲載されたものです。」との記載がある。本編とは登場人物が異なる。
・「平介探偵日記」
早川書房版の巻末書き下ろしで、1話分を全3巻に分割収録。本編完結後のエピソードにあたる。
・「桜　SAKURA」
徳間書店『少年キャプテン』1995年9月号〜11月号に掲載、早川書房版第3巻に収録。本編とは登場人物や時代設定が異なる。

## あらすじ
東京物語は最終話を含め25話（番外編を含めると26話）から構成されており、メインストーリーとサイドストーリーが混在する形で構成されている。このあらすじは、メインストーリーを抜き出してまとめたものである。また、過去の出来事が物語の展開に重要な意味をもっているので、回想や会話の中で散発的に明らかになったものを、最初に「過去の出来事」としてまとめておく。
過去の出来事
西王寺瞳子は、方士の父親から薬草によるケガの治療を受けたことにより、不老の体質となる。薬草が豊富な甘粛の村に研究施設が設けられる。そこには、法士により瞳子と同じ体質の子どもたちが集められ、瞳子と同じ不老の体質になる者を作り出そうとする。実際には草二郎と公邦を除き、方士が集めた者は、民間薬では治せない難病の子どもたちである。草二郎、公邦、珊瑚、海松、依子などはこの施設で一時期育てられ、公邦は瞳子の元で育てられる。西王寺家と関連企業は日本でも同じような薬草園を造営する。養護施設に見せかけた研究施設で育てられた美也子は、黒須男爵が引き取り、自分の子どものように育てる。
方士は大陸の施設で研究し、難病の子どもたちの治療を進める。その一方で、薬草により陽証が出た子どもを救う手立てを薬草経としてまとめる。崑崙機関が施設を爆破することを知った方士は、草二郎に薬草経を託し、調査団として大陸に来ていた牧野博士に委ねたあと、他の子どもたちも避難させる。横浜に着いたとき、草二郎は人混みの中で方士を見かけ、後を追って牧野とはぐれる。方士は見つからず、傷心の草二郎は、フミちゃんから、「うちすぐそこのおそば屋なの、食べていかない」と声をかけられる。公邦は瞳子をお姫様（おひいさま）と呼び、方士の薬草経をなんとしてでも手に入れようとする。
草二郎と平介の邂逅
草二郎は隅田川の土手に住み着き、ご近所の探偵と呼ばれるようになる。蓮見荘で起きたダイヤ盗難事件をきっかけに、動天社の桧前平介と親しく交友するようになる。フミちゃんがピエロ姿の男に誘拐され、平介と草二郎が洋館に踏み込むが、草二郎とフミちゃんは閉じ込められてしまう。草二郎は陰証の力で頑丈な壁を壊して脱出する。平介が取材したサーカスの美少女海松が誘拐される。珊瑚は草二郎と陰証の力で対決する。平介は残された生ゴムを手がかりに海松を救出する。追われた二人が川に転落すると、海松は人魚に変身する。二人はあわやというときに、珊瑚と草二郎に助けられる。
機械男爵の挑戦
銀座の宝石店が機械男爵に襲われ、宝石が強奪される。平介は火災が発生した屋敷から黒須男爵を救出する。黒須男爵は誰かに機械男爵の鉄兜を被せられたと話す。黒須男爵の飛行船格納庫に機械男爵が現れ、飛行船を動かし、笠井と美也子を連れ去ろうとする。飛行船内で草二郎は、笠井が機械男爵の仲間であること、機械男爵が美也子のもう一つの人格・都であることを指摘する。都は笠井を海に墜落させるが、黒須を撃つことはできず、誤って転落する。三郎は海に飛び込み美也子を救出する。美也子は何も覚えていないが、都の意識が再び支配し、病院から三郎とともに消える。
草二郎の秘密
下谷小劇場の舞台で草二郎は薬草経をめぐり、再びピエロと対決する。平介はピエロに撃たれて倒れる。草二郎は劇場の落とし穴に落ち、トンネルの先に大陸と同じような薬草園を見つける。機械男爵が横浜の宝石店から強奪する事件が再び発生する。平介は危険な状態を脱し、草二郎は周囲の人たちを巻き込まないように姿を消す。西王寺関連企業の薬材倉庫の地下室で新聞記者の松本響は草二郎を発見する。平介も横浜に到着するものの傷が痛み出し、都から治療を受ける。都は人工採掘機により地下を掘り、薬材倉庫を崩落させる。
最終話（西王子家の秘密）
黒須男爵と一緒に西王子家を訪れた平介は、庭の奥に佇む瞳子を見かける。あなたが西王子瞳子さんと話しかけると、瞳子は常世さまと言いながら平介の胸に飛び込む。人違いだと思わず瞳子の肩に手を触れると、公邦になぐられ気を失う。常世とは平介の母親の旧姓である。気が付くと平介はベッドに横になっており、体は動かない。瞳子は方士に薬枕だと説明する。西王子家では当主の孫娘の瞳子姫の婚約が破棄される。瞳子が仮面を外し、瞳子はただひとりきりであり、瞳子が結婚する相手は常世竹成様（実は平介）だと告げる。草二郎は方士と再会し、懐かしさのあまり抱きつく。
屋敷では瞳子の結婚宣言で大混乱である。響が冠を外すと平介は正気に戻り、瞳子を制止する。瞳子は逆上し、毒茸を地下水路に流そうとするが、地下で働かされていた人たちが毒茸の栽培を止めており、何も起こらない。瞳子は、「元の体に戻りたい、お願い、方士」とすがり、方士はずっとそのための研究でしたと答える。地下で働かされていた人たちが解放され、その中には津山もいる。黒須は再び、美也子と三郎を助手にしたいと申し出る。半年後、草二郎、公邦、瞳子は大陸で薬草の原種を探し出し、薬効を取り戻す日々が続いており、方士と牧野博士について勉強に追われているという手紙が届く。

## 登場人物
年齢は徳間書店版表紙見返しより、記載がある人物のみ。初登場時のもの。

桧前　平介（ひのくま　へいすけ）22歳
主人公の1人。動天出版社の新入社員。正義感が強く世話好き、好奇心旺盛で活動的。直情型でそれなりに腕力もあり、暴漢に囲まれても大体切り抜けている。池之端の旅館で起きたダイヤ盗難事件の際に風変わりな青年・牧野草二郎と出会う。以来、さまざまな事件に遭遇する日々の中、何度も助けられた草二郎には大きな友情を感じており、過去の因縁を1人で抱え込もうとする草二郎に腹を立てつつも、力になろうと奔走する。しとやかな美人に弱いが、押しの強い女性に気に入られる傾向がある。実家が営む映画館が怪奇映画ばかり上映していた影響でお化けが大の苦手だが、不運にも度々怪異に見舞われている。下宿は2食付で25円、ネクタイは夏用と冬用の2本しか持っていない。家族は秋葉原に両親と弟が1人、母方の伯父の常世竹成は日露戦争で戦死している。
牧野　草二郎（まきの　そうじろう）20歳
もう1人の主人公。のんびり、マイペースの風来坊。朗らかで人当たりの良い町の人気者だが、時折偏屈な一面を覗かせることもある。書生姿ながらいざという時は塀を飛び越えたり屋根に駆け上がったりと身軽だが、普段は鈍臭い。緊張感の無い見た目に似合わず頭脳明晰で、薬草の知識に長け英会話と北京官話が堪能。幼少期は中国の奥地で暮らしており、日本語の理解度にはまだ自信が無いという。甘粛省にあった崑崙機関の研究所で投薬を受けながら育った結果、体の内側に現れた変化・陰証により、両手から高温や電流のようなものを発する力を得た。浅草寺周辺に身を置き、町内の揉め事の解決役や子供達の遊び相手をしながら、8年前に生き別れた方士を待ち続けている。方士から託された本・薬草経を巡って自身の数奇な過去に繋がる陰謀と向き合わされていく。牧野は養父の姓。
小宮山　フミ（こみやま　ふみ）16歳
平介と草二郎の行きつけの伊勢屋蕎麦店の看板娘。明るく気立ての良い、溌剌とした少女。数年前、方士を探し疲れた草二郎がそれでも薬草経を捨てるに捨てられず、隅田川の川辺に立ち尽くしていたところへ声を掛け知り合った。芯の通った爽やかな言動は本人の気付かないところで何度か草二郎の心を救っている。草二郎とはお互いに恋愛感情を抱いていたが、双方ともそれを伝えるまでには発展しなかった。早川書房版では最終話の結末後、椿の季節に草二郎からと思われる手紙を胸に抱き、目を閉じて微笑む姿が加筆されている。伊勢屋蕎麦店の所在地は浅草花川戸の記述がある（第10話）。

一条　珊瑚（いちじょう　さんご）17歳
海松の双子の兄。浅草にやって来たサーカス団の空中ブランコ乗り。絶世の美少年として人気を博すが、警戒心が強く無愛想。幼少期は妹の海松と共に、草二郎と同じく甘粛省の研究所に集められた子供たちの中にいた。研究所が爆破された際に他の子供たちと共に置き去りにされ、その後は海松と共に崑崙機関から逃げ続けていたという。爆破の直前に姿を消した方士と草二郎を犯人と誤解して憎み、崑崙機関の手先に誘拐された海松の身柄と引き換えにするため、草二郎に襲い掛かる。陰証により両手から放電のような閃光を放つ。
一条　海松（いちじょう　みる）17歳
珊瑚の双子の妹。同じくサーカス団の空中ブランコ乗り。兄と違い愛想は良いが、表情にはどこか影がある。大人しくか弱そうな美少女だが、誘拐された際には救出に来た平介を体調不良を押して援護したり、身を挺して庇おうとするなど、凛と振る舞う。体の外側に現れた変化・陽証により、生ゴムの臭いに晒されると次第に人魚の姿になるが、完全に変身するまでには苦痛を伴い、草二郎や珊瑚のように自らの意思で制御することはできない。平介と草二郎、珊瑚の助けにより窮地を脱し、サーカス団の移動で珊瑚と共に浅草を去る。

黒須　忠之介（くろす　ただのすけ）42歳
男爵で冒険飛行や発明が趣味の実業家。欧州各国の物理学博士号、機械工学、考古学などの学位を持つ。日本と大陸を結ぶ商用定期空路の完成を夢見て、美也子の父・津山と共に貨客飛行船の研究をしていた。10年前、新型複葉機の墜落事故で同乗していた津山が行方不明となり、3年前に美也子を養護施設から探し出して引取り、我が子のように育てている。親友であった津山と、飛行機事故で孤児となった美也子のために安全な航空路を実現させたいと願っている。
津山（つやま）
美也子の実父で、黒須の親友。黒須と共に飛行船の研究をしていたが、10年前に墜落事故で重症を負い、数日後に搬送先の病院から失踪した。妻は事故より前に美也子を連れて家出しているが、間もなく病死したため美也子は養護施設で育ったという。
黒須　美也子（くろす　みやこ）17歳
黒須の親友・津山の娘。実父については飛行機のことばかりで妻子を顧みず、孤独に生涯を終えたと認識しており、拾ってくれた黒須に対しては深い恩義と負い目を感じている。屋敷が火事になった際には黒須の身を案じて取り乱し、無事の報せに失神するなど繊細な性格で、黒須曰く「弱々しい娘」。自身の別人格である都の存在を知らず、度々起こる記憶の欠落に悩んでいる。結い上げているように見える髪は付け毛で、実際は少年のような短髪。
津山　都（つやま　みやこ）
美也子のもう一つの人格。傲岸不遜な少年。鉄の仮面とガントレット、マントに身を包んだ怪盗・機械（からくり）男爵として、人工採掘機を使った大胆な犯行を繰り返す。美也子である間の記憶や、美也子の知らない彼女自身についての情報を保持しており、何者かへの復讐を企む。目的のためには他者の命や名誉も軽んじ「悪魔め」と罵る黒須に対し、飛行船の完成がいずれもたらす不穏な未来を示唆し、嘲笑いながら使用人の三郎を伴い姿を消す。
三郎（さぶろう）
黒須家の使用人。口数が少なく陰鬱だが実直な中年男性。元は美也子の生家である津山家に仕えており、都のことは良く思っていないが、大切な美也子のために止むを得ず従う。
笠井（かさい）
工学博士で黒須と津山とは学生時代からの友人。津山に関しては批判的だが黒須や美也子を気遣い、積極的に研究に協力している。その裏で都と共謀し黒須を陥れようとするが、初めから笠井を利用するつもりだった都に裏切られる。
方士（ほうし）／郷（ごう）
甘粛省にあった研究所における責任者の一人で、子供たちに与える薬の処方をしていた。恰幅の良い穏やかな高齢の男性で日本語の台詞はカタカナで表現されている。草二郎が敬愛し、長年探し続けている人物。父親の研究を引き継ぎ崑崙機関に与する傍ら、密かに別の目的を持って行動していた。8年前に研究所が爆破される直前、草二郎に自身の研究を纏めた本・薬草経を草二郎に託して吹雪の中へと逃し、以後消息不明となる。幼い草二郎をよく可愛がった一方で不穏な背景を滲ませ、成長と共に研究所で行われていたことを理解していく草二郎を悩ませる。

牧野　弘（まきの　ひろし）
草二郎の養父。方士とは帝国大学の同窓生で、方士のことは「郷先生」とも呼ぶ。8年前、遺址調査団の一員として甘粛省・沙子村に滞在中に突然方士からの無線を受け、吹雪の中を歩く草二郎を保護した。半年後、野生動物に襲われた際に陰証の力に目覚めた草二郎に助けられるが、動揺する草二郎から生い立ちを聞きこれまでの全てを忘れるよう諭す。「日本で生まれ育った普通の子供」としてやり直せるよう教育するが、僅かな年月の後に祭の雑踏の中で方士の姿を追いかけて行った草二郎を見失う。一時帰国の際に草二郎が浅草にいる事を知り、手掛かりを求めて入院中の平介を訪ねた。

依子（よりこ）
甘粛の研究所で、草二郎の親友・公邦の隣の房にいた同年代の少女。脚が石のように硬化し動かなくなったため別棟へ移送された。それを見た子供たちの間に健康への不安が広がり始めるが、公邦が「あんなふうにならないように方士が俺たちに薬をくれるんじゃないか」と皆を励ました。その後、移送された時の姿勢のまま完全に硬化し、標本箱に収められているのを草二郎が発見する。
公邦（きみひこ）
「お姫（ひい）さま」の忠実な腹心。草二郎と同じく甘粛省の研究所で育った。陽証により細胞を自在に移動させ、年齢・性別を問わず誰にでも変装することができる。本来の姿は長髪をオールバックにした骨太の男性で、拳銃を携行している。幼少期は草二郎よりやや大柄、気が強く腕白だが面倒見の良い性格で草二郎の親友だった。ある日、研究所の幹部から「お姫さまが2人のうちどちらかを手元に置く」と告げられ、方士に懐いている草二郎を思いやり、何も知らせず東京へ旅立った。再会した時には別人のように嗜虐的な言動で草二郎を脅迫し、行く先々に姿を変えて現れては薬草経を渡すよう迫る。
お姫さま（おひいさま）
謎に包まれた深窓の女性。崑崙機関及び日本の政財界にも影響力を持ち、研究所が子供たちへの投薬により望む成果を出すことを期待している。そのため方士の研究が纏められた薬草経を必要としており、彼女に忠誠を誓う公邦は何としてでも草二郎から本を奪おうとする。気位が高く人嫌いだが、個人的な理由から草二郎と公邦はその範疇ではない。草二郎の一番古い記憶は、まだ日本にいた幼児期に研究所の関係者や他の子供たちと共に彼女に目通りした際のものである。

松島　響（まつしま　ひびき）24歳
横浜の港新聞に勤務する活発で勝気、少々ガサツな女性新聞記者。横浜でも犯行を重ねる機械男爵の事件を追っている。元同僚・滝口に監禁されたことを切っ掛けに平介、草二郎の2人と知り合う。初めの内は自分勝手で騒がしい言動が目立ったが、次第に2人と打ち解け平介を意識し始める。
滝口（たきぐち）
元港新聞社の記者で最近まで響の同僚だった。響の机を漁って書類を盗み出したり、金で誘拐を請け負うなど非常に素行が悪い。針金で鍵を開ける等の怪しい特技を多数持っているらしい。雇われ者の小悪党であり、個々の依頼の繋がりまでは理解していない。
常世　竹成（とこよ　たけなり）
故人。平介の母方の伯父で、落ち着いた物腰の青年だったが日露戦争で戦死した。平介の容姿は竹成の旧知の人物が見間違える程に似ている。
桑田（くわた）
動天出版社の編集長。単純でやや大人げがなく喜怒哀楽に富む。時折平介に悪戯を仕掛ける。絵が下手。
木村（きむら）
動天出版社のカメラマン。平介たちと下谷の小劇場へ取材に行った際、ピエロに人質に取られた。
日比野（ひびの）
遅筆な小説家。原稿の締切日に蓮見荘でダイヤ盗難事件に巻き込まれ、桑田と平介を慌てさせる。平介の仕事上の苦労の大半は彼の遅筆によるもの。
一郎太（いちろうた）
浅草寺に屯ろする人々の1人で、元人相見のやや高齢の男性。草二郎が谷中に引越す際に餞別として「不思議とおあしがよく入るとっておきの缶」をくれた。後に白鬚橋の土手で方士を目撃する。
豊作（ほうさく）
浅草寺に屯ろする人々の1人で、鉢巻きを締め口髭を生やした中年男性。草二郎が帰国して間もなく、まだ日本の世間に疎かった頃、一般人であるフミとの交友について忠告した。

## 書誌情報
- ふくやまけいこ『東京物語』大都社、全3巻
  1. 1997年2月5日初版発行、ISBN 4-88653-428-7[5][6]
  2. 1997年2月5日初版発行、ISBN 4-88653-429-5[7][8]
  3. 1997年3月5日初版発行、ISBN 4-88653-428-7[9][10]

- ふくやまけいこ『東京物語』早川書房〈ハヤカワコミック文庫〉、全3巻
  1. 2004年12月発行、ISBN 415030775X[11]
  2. 2004年12月発行、ISBN 415030775X[12]
  3. 2004年12月発行、ISBN 415030775X[13]